# Victoria Lomasko
Victoria Lomasko (en ruso: Виктория Валентиновна Ломаско) (Sérpujov, 1978) es una artista gráfica y activista rusa.

## Biografía
Nacida en la localidad rusa de Serpukhov, entonces parte de la República Socialista Federativa Soviética de Rusia dentro de la Unión Soviética, a los diecinueve años se trasladó a vivir a Moscú y se graduó en 2003 en artes gráficas y diseño de libros en la Universidad Estatal de Bellas Artes de Moscú. Se especializó en reportajes gráficos y recuperó la técnica tradicional de dibujo que se practicaba en Rusia durante el sitio de Leningrado, en el gulag y en el Ejército Rojo, muy influenciada por su paso como voluntaria por distintas prisiones rusas donde da clases de dibujo a los internos.
Su obra ha aparecido en diversos medios y ha sido objeto de exposiciones tanto en Rusia como en el resto de Europa donde se dio a conocer especialmente con la publicación de su libro Other Russias. En España participó en una exposición colectiva de una treintena de artistas en el Museo Nacional Centro de Arte Reina Sofía en 2014 bajo el título Un saber realmente útil en el marco del proyecto 'Los usos del arte'. Ganadora del Premio Kandinski de Rusia, en 2018 obtuvo el premio Pushkin House al mejor libro traducido y publicado en inglés. publicado en español bajo el título Otras Rusias (2020, Godall Edicions ISBN: 978-84-121610-3-8) y en catalán: Altres Rússies (2020, Godall Edicions ISBN: 978-84-121610-0-7)
En el mes marzo de 2022 se exilió a Bélgica por su desacuerdo con la política militar de Putin en la guerra de Ucrania. Actualmente vive en Alemania, acogida por una beca Jean Jacques Rousseau.
En septiembre de 2022 se publicó en catalán  su libro "L'última artista soviética"  (2022, Godall) Edicions. ISBN: 978-84-124557-9-3